# アルベルト・ガルシア・カブレラ
アルベルト・ガルシア・カブレラ（Alberto García Cabrera, 1985年2月9日 - ）は、スペイン・バルセロナ出身の元サッカー選手。現役時代のポジションはゴールキーパー。

## 経歴
当初はFCバルセロナのユース出身で、2004年にラージョ・マハダオンダのトップチーム入りし、デビューした。その後はUEサン・アンドレウ、ビジャレアルCF、アギラスCFなどを転々としているが、試合の出場数は少ないほうである。2017年7月13日、ラージョ・バジェカーノに買い取りオプション付きの1年間のローン移籍。クラブのプリメーラ・ディビシオンへの昇格に貢献し、2018年7月1日、3年契約で正式にチーム入りを果たした。

## タイトル

### クラブ
ラージョ・バジェカーノ
- セグンダ・ディビシオン : 2017-2018